# نادية كوندا
نادية كوندا (مواليد 24 أكتوبر 1989) هي ممثلة مغربية. اكتشفها الجمهور من خلال دورها في فيلم «عاشقة الريف» لنرجس النجار عام 2011، عرفت طريقها إلي السينما العالمية ؛ وذلك من خلال السينما الكندية والفرنسية، حيث لعبت أدوار البطولة في فيلم «باريس بأي ثمن» لريم خريسي و«مؤكد حلال» لمحمود زموري. وتعد نادية كوندا واحدة من أجرأ الممثلات المغربيات. وفازت نادية بجائزة نجمة الجونة الذهبية لأفضل ممثلة عن دورها بفيلم فوليوبلس.

## أعمالها

### أفلام
- 2011: عاشقة من الريف - من تأليف واخراج: نرجس النجار،ولعبت فيه نادية دور " آية"، وشاركها في العمل كل من: مراد الزكندي، وفهد بنشمسي.[8]
- 2013: باريس بأي ثمن (بالفرنسية: Paris à tout prix)‏ - من تاليف: ريم كريسي، ومورجان سبيليماكر، ومن اخراج : ريم كريسي، وقامت فيه نادية بدور" مايا"، وشاركها في العمل كل من: سيسيل كاسيل، وطارق بودالي.[9]
- 2014: عيد الميلاد
- 2015: مؤكد حلال - من اخراج المخرج الجزائري: محمود زموري.[4]
- 2017: هوى يا هوى
- 2017: وليلي - من تأليف واخراج: فوزي بن السعيدي، ولعبت فيه نادية دور" مليكة" ، وشاركها في العمل كل من: محسن مالزي، ومني فتو.[10]
- 2019: البركة فراسك، من تأليف : فاتن اليوسفي، واخراج: عادل الفاضلي، وقامت فيه نادية بدور "حنان" وشاركها في العمل كل من: عزيز الفاضلي، ونعيمة المشرقي.[11]
- 2022: امرأة في الظل - من تأليف: جلال بلعودي، واخراج:جمال بلمجدوب، وقامت فيه نادية بدور " سارة"، وشاركها في العمل كل من : يونس بواب، ومحمد خيي.[12]

### مسلسلات
- 2014: ألف ليلة وليلة مسلسل من اخراج: أنور معتصم، جسدت فيه نادية دور " شهرزاد" وشاركها في العمل كل من: يونس بواب ، ومحمد الخياري.[4]
- 2018: ولا عليك - من تأليف: عدنان موحجة، ولميس خيرات، ومن اخراج: محمد علي المجبود، ومراد الخودي، وشاركها في العمل كل من: محمد خيي، ومحسن مالزي.[13]
- 2018: أبو عمر المصري - من تاليف: عزالدين شكري فشير، واخراج: أحمد خالد موسي، وطارق زهران، وقامت نادية بدور" كنزي" ، وشاركها في العمل كل من: أحمد عز، واروي جودة.[14]
- 2020: السر المدفون - من تأليف: جيهان البحار، واخراج: ياسين فنان، وشاركها العمل كل من: أسامة البسطاوي، وعبد الإله عاجل.[15]
- 2021: عاشور العاشر (الموسم الثالث). من تأليف واخراج: جعفر قاسم، وشاركها في العمل كل من: حكيم زلوم، وسيد أحمد أقومي.[16]

## وصلات خارجية
- نادية كوندا على موقع IMDb (الإنجليزية)
- نادية كوندا على موقع ألو سيني (الفرنسية)
- نادية كوندا على موقع قاعدة بيانات الفيلم (الإنجليزية)
- نادية كوندا على موقع كينوبويسك (الروسية)